# Psihopatie
Psihopatia este o trăsătură de personalitate caracterizată prin comportament asocial, capacitate redusă de a avea remușcări și empatie, alături de lipsa de control a comportamentului.

## Analiza generală a psihopaților

### Caracteristici comune
Caracteristicile comune ale celor cu această tulburare de personalitate sunt: 
- mint sau fură în mod persistent;
- tendința de a viola drepturile altora (la proprietate, fizică, sexuală, legală, emoțională);
- inabilitatea de a păstra un serviciu;
- lipsa de interes față de siguranța sa și a altora;
- lipsa regretului că au făcut rău altora;
- prezența unui farmec superficial;
- impulsivitate;
- un simț extrem de îndreptățire;
- inabilitatea de a-și face sau a menține prietenii.

Persoanele cu tendințe psihopatice sunt puternic axate pe propriile lor dorințe și nu manifestă empatie pentru alții. Acești oameni nu țin cont de norme și reguli și au o inclinație mai mare spre a comite infracțiuni.
Sunt oameni care au trăsături narcisiste și egoiste, cu o părere foarte bună despre sine și cu o încredere exagerată în propriile abilități. Persoanele cu trăsături machiavelice sunt cinice, distante emoțional și neafectate de morală. Ele înșală și manipulează oamenii pentru a obține avantaje personale. 
Un psihopat este o persoană care nu prezintă empatie, mustrări de conștiință, are un comportament lipsit de inhibiții, poate fi deseori carismatic. 
Deși câteodată se avântă în manifestări histrionice de emoție, o fac doar cu scopul de a câștiga simpatia. Altminteri, rămân imperturbabili în situații de criză, inclusiv în cazul unui divorț sau al unei despărțiri de o persoană importantă (deși nu prea există vreo persoană care să fie într-adevăr importantă pentru ei), nu simt prea multe nici la moartea cuiva din familie, nici dacă sunt descoperiți că au comis o crimă și nici când sunt pedepsiți pentru activitățile lor ilegale. 
Psihopații sunt superficiali din punct de vedere emoțional, dar și pentru că sunt invidioși, lacomi și dornici de putere. Își doresc tot ceea ce au alții, orice ar considera ei dezirabil. Poate fi un nou partener, un nou loc de muncă, prestigiu, bogăție sau familie. Vor să aibă relații de succes fără a oferi dragoste, onestitate și fidelitate.  
Pentru a-și consolida sentimentul de superioritate, după o perioadă pe care o vom numi “falsa lună de miere” – sau așa numită perioadă de ispitire, de seducție – își pun la pământ partenerii (și pe toți ceilalți) și le cultivă slăbiciunile. Pentru a putea duce la capăt aceasta îndeletnicire fără a munci prea mult, psihopatul îi seduce, îi intimidează și îi manipulează pe cei din jur, colegi de serviciu sau prieteni.

### Psihopatul este impredictibil și mincinos
Pentru a se îmbogăți nu se dau înapoi de la a comite fraude. În general vorbind, psihopații nu se pot opri la nimic și la nimeni, pentru că au nevoie constantă să-și schimbe interesul. Mai devreme sau mai târziu oricum vor simți insatisfacție, se vor plictisi de tot ce au în viață și își vor dori ceva în plus sau ceva diferit. Psihopații sunt impredictibili chiar și în impredictibilitatea lor. Nimeni nu poate spune dinainte când vor începe să saboteze viața altora, ba chiar și pe a lor, pentru aceste scopuri. 
Minciunile psihopatului sunt dăunătoare, el minte cu maliție, ca și cum ar face o formă de sport. Pentru el, minciuna funcționează ca un mijloc de a-i controla pe alții, manipulându-le percepția asupra realității (ceea ce experții numesc abuz psihologic – engl. “gaslighting”).  
Pentru ei, aceasta este o formă ieftină de divertisment. Ca urmare a superficialității lor emoționale și a incapacității de a se lega de ceilalți, psihopații se plictisesc rapid. Golul lor psihologic îi impinge către o eternă căutare, vor mereu alți oameni pe care să-i poată folosi și noi modalități de a încălca regulile sociale. 
Pot simți plăcere pe moment, pot simți voioșie sau încântare atunci când reușesc să-și atingă scopurile. Prin contrast, simt frustrare temporară sau furie atunci când dorințele lor sunt încălcate. Nu pot experimenta, însă, emoții adânci, cum ar fi dragostea pentru celălalt, empatia, mila, remușcările, tristețea, regretul și nici măcar anxietatea sau depresia.  
Principala lor emoție este disprețul și sfidarea ființelor umane, emoție pe care o maschează cel mai adesea sub masca unei pojghițe de sociabilitate și șarm. Atunci când întâlnește oameni noi, psihopatul efectuează o analiză intuitivă în termeni de costuri/beneficii pentru a-i clasifica în categoria țintelor, a complicilor sau a obstacolelor în ceea ce și-a propus într-un anumit moment. Țintele sunt folosite pe post de complici, după care sunt înlăturate, în momentul în care utilitatea lor expiră.

### Clasamentul făcut de ziarul The Independent
The Independent face un clasament al profesiilor în care sunt cele mai multe șanse de a da peste un psihopat.
1. Președinții de companii, temuții și respectații CEO.
2. Avocații,
3. Personalul din industria audiovizuală,
4. Personalul din vânzări,
5. Chirurgii,
6. Jurnaliștii,
7. Polițiștii,
8. Clericii,
9. Bucătarii șefi,
10. Funcționarii publici.

## Diagnostic
Diagnosticul este în general rezervat pacienților cu vârsta peste 18 ani. 
Un diagnostic necesită, de asemenea, prezența a cel puțin trei din următoarele criterii:
- escrocherii și înșelăciuni;
- impulsivitate sau eșecul de a planifica;
- iritabilitate și agresivitate;
- un dispreț constant față de muncă;
- un dispreț constant față de siguranța sa și a celor din jur;
- lipsa regretului și a remușcărilor.

## Strategia manipulativă de bază a unui psihopat
După Hare și Babiak, psihopații se află tot timpul în căutare de oameni pe care să-i înșele. Abordarea psihopatului include trei faze: 

### Faza 1 - Faza de evaluare
Unii psihopați sunt prădători oportuniști și agresivi care vor profita de aproape orice persoană pe care o întâlnesc, în timp ce alții sunt mai răbdători, așteptând victima perfectă. În ambele cazuri, psihopatul analizează constant utilitatea potențială a unui individ - ca sursă de bani, putere, sex sau influență. 
Unor psihopați le place o provocare, în timp ce alții vânează persoane vulnerabile. În timpul fazei de evaluare, psihopatul este capabil să determine punctele slabe ale potențialei victime, pe care le va folosi pentru a seduce.

### Faza a 2-a - Faza de manipulare
Odată ce psihopatul a identificat o victimă, începe faza de manipulare. În timpul acesteia, psihopatul își poate asuma un rol, o mască special creată pentru a „prinde” la victima respectivă. Un psihopat va minți pentru a câștiga încrederea victimei. Lipsa de empatie și vinovăție a psihopaților le permite să mintă fără probleme; ei nu văd nicio valoare în a spune adevărul decât dacă îi ajută să obțină ceea ce vor.
Pe măsură ce interacționează cu victima, psihopatul evaluează cu grijă personalitatea acesteia. Ea îi oferă o imagine a trăsăturilor și caracteristicilor victimei. Unui observator atent, personalitatea victimei poate dezvălui insecurități sau slăbiciuni pe care aceasta vrea să le minimizeze sau să le ascundă. Ca student pasionat al comportamentului uman, psihopatul va testa cu grijă tăria interioară și nevoile care fac parte din eul intim al victimei și eventual va construi o relație personală cu aceasta.
Personajul pe care îl joacă psihopatul – „personalitatea” cu care victima are o relație – nu există în realitate. Este construit din minciuni întrețesute cu grijă pentru a prinde victima în plasă. Este o mască, una din mai multe, creată de psihopat pentru a se potrivi cu nevoile psihologice și așteptările victimei. 
Victimizarea are un caracter de pradă; duce adesea la un sever prejudiciu financiar, fizic sau emoțional. Relațiile adevărate, sănătoase, sunt construite pe respect și încredere reciprocă; se bazează pe schimbul onest de idei și sentimente. Convingerea greșită a victimei că legătura cu psihopatul are oricare din aceste caracteristici este motivul pentru care acesta are succes.

### Faza a 3-a - Faza de abandonare
Faza de abandonare începe atunci când psihopatul decide că victima nu îi mai este de folos. Psihopatul/psihopata își abandonează victima și trece la alta. De obicei, în cazul relațiilor romantice, un psihopat își va asigura relația cu victima următoare înainte de a o abandona pe cea actuală. Câteodată, în această fază psihopatul are trei persoane cu care jonglează:
- cea abandonată recent, pe care o păstrează în cazul în care nu îi merge cu celelalte două;
- cea pe care o manipulează în prezent și care este pe cale de a fi abandonată;
- a treia persoană, care este ademenită de psihopat anticipând abandonarea victimei actuale.

Abandonarea poate avea loc subit și fără ca victima să știe că psihopatul căuta pe altcineva. Nu vor exista scuze, sau cel puțin nu unele sincere, pentru răul și durerea pe care o provoacă. 

## Cum își controlează psihopații victimele

### După Braiker
Braiker[1] a identificat următoarele moduri de bază prin care manipulatorii își controlează victimele:
- Recompensa pozitivă – include lauda, șarmul superficial, simpatia superficială (lacrimi de crocodil), cereri de scuze excesive; bani, aprobare, daruri; atenție, expresii faciale cum ar fi râsul sau zâmbetul forțat; recunoaștere publică.
- Recompensa negativă – include sâcâirea, urlatul, tratamentul silențios, intimidare, amenințări, înjurături, șantaj emoțional, învinovățire, îmbufnare, plânsete și făcutul pe victima.
- Recompensa intermitentă sau parțială – Recompensa negativă parțială sau intermitentă poate crea un climat în care persistă frica și nesiguranța. Recompensa pozitivă parțială sau intermitentă poate încuraja victima să persiste – de exemplu la majoritatea jocurilor de noroc, jucătorul câștigă bani din când în când, dar poate pierde în total.
- Pedeapsa
- Învățarea în urma unei traume – folosirea abuzului verbal, a furiei explozive sau a altui comportament intimidant pentru a stabili dominanța sau superioritatea; chiar și un singur incident care implică un asemenea comportament poate condiționa sau învăța victimele să nu-l supere/confrunte/contrazică pe manipulator.

### După Simon
Simon a identificat următoarele tehnici manipulative:
- Minciuna: Pe moment e greu de spus dacă cineva minte, deși deseori adevărul iese la iveală după un timp, când deja e prea târziu. Un mod de a reduce șansele de a fi mințit este de a înțelege că indivizii psihopați sunt experți în arta minciunii și a trișatului, făcând frecvent aceste lucruri, deseori cu subtilitate.

- Minciuna prin omisiune: Aceasta este o formă subtilă de minciună, comisă prin omiterea unei părți semnificative din adevăr. Această tehnică se mai utilizează în propagandă.
- Negarea: Manipulatorul refuză să admită că el sau ea a făcut ceva rău.
- Justificarea: O scuză prezentată de manipulator pentru comportamentul neadecvat. Justificarea este strâns legată de spin.
- Minimizarea: Un tip de negare cuplată cu argumente aparent raționale. Psihopatul spune că comportamentul lui/ei nu este atât de dăunător sau iresponsabil precum sugerează altcineva, de exemplu spunând că o insultă a fost doar o glumă.
- Atenția sau neatenția selectivă: Psihopatul refuză să acorde atenție oricărui lucru care l-ar abate de la agenda sa, spunând lucruri cum ar fi „Nu vreau să aud”.
- Diversiunea: Manipulatorul nu acordă un răspuns direct unei întrebări directe, ci face o diversiune, direcționând conversația către un alt subiect.
- Evaziunea: Similară cu diversiunea, dar aici se oferă răspunsuri vagi, irelevante, divagații sau expresii ambigui.
- Intimidarea mascată: Psihopatul își pune victima în defensivă folosind amenințări voalate (subtile, indirecte sau subînțelese).
- Culpabilizarea: Un tip aparte de tactică de intimidare. Un manipulator se adresează conștiinței victimei și sugerează că acesteia nu îi pasă îndeajuns, că e prea egoistă sau că o duce prea ușor. De obicei, asta face ca victima să se simtă prost, punând-o într-o poziție inferioară, provocându-i anxietate și îndoială de sine.
- Rușinarea: Manipulatorul folosește sarcasmul și ocara pentru a amplifica frica și îndoiala de sine în victimă. Manipulatorii folosesc această tactică pentru a-i face pe ceilalți să se simtă nevrednici și prin urmare, să li se supună. Tacticile de rușinare pot fi foarte subtile, de exemplu o privire aprigă, un ton al vocii neplăcut, comentarii retorice sau sarcasm subtil. Manipulatorii te pot face să te simți rușinat pentru simplul fapt că ai îndrăznit să li te opui. Este o modalitate efectivă de a crea un sentiment de inadecvare în victimă.
- Jucarea rolului de victimă ("sărmanul/a de mine"): Manipulatorul se portretizează ca fiind o victimă a circumstanțelor sau a comportamentului altcuiva pentru a provoca milă, simpatie sau compasiune. Oamenii care se ghidează în funcție de conștiință și cărora le pasă nu suportă să vadă pe nimeni suferind și psihopatului îi este ușor să se folosescă de simpatie pentru a obține cooperare.
- Învinovățirea victimei: Aceasta este o tactică eficientă de a pune victima în defensivă, mascând totodată intenția agresivă a manipulatorului.
- Jucarea rolului de servitor: Agenda personală este mascată de pretextul servirii unei cauze nobile, de exemplu spunând că se comportă într-un anumit fel din „supunere” sau pentru că se află „în slujba lui Dumnezeu” sau a unei figuri autoritare similare.
- Seducția: Psihopații folosesc șarmul superficial, lauda, măgulirea sau sprijinul fățiș al altora pentru a le câștiga încrederea și loialitatea.
- Proiectarea vinii (datul vinii pe alții): Manipulatorul găsește un țap ispășitor, deseori în moduri subtile, greu de detectat.
- Simularea inocenței: Psihopatul încearcă să sugereze că răul făcut nu a fost intenționat sau că nu a făcut lucrul de care este acuzat. Manipulatorul se poate preface surprins sau indignat. Această tactică face ca victima să se îndoiască de propria judecată sau chiar de sănătatea ei mintală.
- Simularea confuziei: Manipulatorul face pe neștiutorul, pretinzând că nu știe despre ce vorbești sau că e confuz cu privire la o problemă importantă care i-a fost adusă la cunoștință.
- Afișarea furiei: Psihopatul exprimă furie pentru a afișa suficientă intensitate emoțională și mânie, pentru a șoca victima și a o face să se supună. De fapt, manipulatorul nu este nervos, ci se preface. El vrea ceva și „se enervează” dacă nu obține lucrul respectiv.

## Vulnerabilitățile exploatate de psihopați
După Simon, manipulatorii psihopați exploatează următoarele vulnerabilități pe care le pot avea victimele:
- naivitatea – victimei îi este greu să accepte ideea că unii oameni sunt șireți, necinstiți și nemiloși sau e în negare când e victimizată.
- conștiinciozitate exagerată – victima este înclinată să acorde manipulatorului beneficiul îndoielii și să privească lucrurile din perspectiva acestuia, în care dă vina pe victimă.
- încredere în sine scăzută – victima se îndoiește de sine, lipsindu-i încrederea și hotărârea, existând o probabilitate mare de a intra în defensivă foarte repede.
- intelectualizare – victima încearcă din greu să înțeleagă psihopatul și crede că acesta are un motiv întemeiat pentru care se comportă așa.
- dependență emoțională – victima are o personalitate dependentă sau docilă. Cu cât victima este mai dependentă emoțional, cu atât este mai vulnerabilă în fața manipulării sau exploatării.

După Kantor, oamenii care prezintă următoarele carecteristici sunt vulnerabili în fața manipulatorilor psihopați:
- încredere exagerată – oamenii onești presupun adesea că și ceilalți sunt onești. Se bazează pe oameni pe care abia îi cunosc, fără să le verifice competența etc. Aceștia se îndoiesc rareori de așa-zișii experți.
- altruism exagerat – opusul psihopatului, prea onești, prea corecți, prea empatici.
- impresionabilitate – sunt seduși repede de cei cu șarm superficial. De exemplu, votează pentru politicianul mincinos care pupă copiii.
- naivitate – nu pot crede că în lume există oameni necinstiți pentru că dacă ar fi, nu ar fi lăsați să acționeze.
- masochism – le lipsește respectul de sine și îi lasă inconștient pe manipulatori să profite de ei, crezând că o merită din cauza unui sentiment de vinovăție.
- lăcomie – cei lacomi și neonești pot cădea pradă unui psihopat care îi convinge ușor să facă ceva imoral.
- imaturitate – au o judecată defectuoasă, cred afirmațiile exagerate ale reclamelor.
- materialism exagerat – o pradă ușoară pentru cămătari sau cei care se ocupă cu scheme de îmbogățire rapidă.
- dependență psihologică – cei dependenți simt nevoia să fie iubiți și prin urmare sunt predispuși să accepte ceva ce ar trebui să refuze.
- singurătate – oamenii singuri pot accepta orice formă de contact cu oamenii. Un străin psihopat poate oferi companie umană, dar cu un anumit preț.
- narcisism – narcisiștii sunt înclinați să cadă pradă laudelor nemeritate.
- impulsivitate – aceștia iau decizii în grabă, de exemplu ce să cumpere sau cu cine să se căsătorească, fără a-i consulta pe ceilalți.
- frugalitate exagerată – nu pot refuza o afacere chiar dacă cunosc motivul pentru care ies atât de ieftin.
- bătrânețea – cei în vârstă pot deveni istoviți și mai puțin capabili de a se ocupa de mai multe lucruri odată. Când primesc o ofertă, e mai puțin probabil să se gândească că ar putea fi o înșelătorie. Sunt predispuși să ofere bani unei persoane care are o poveste tristă. Vezi abuzul de bătrâni.

## Motivațiile psihopaților
Manipulatorii au trei motivații posibile:
- Nevoia de a-și atinge scopurile și de a câștiga cu orice cost.
- O nevoie puternică de a avea sentimente de putere și superioritate față de ceilalți.
- Nevoia de a fi în control.

De cele mai multe ori motivațiile care stau la baza acțiunilor acestora devin absolut ireale, de necrezut. 
Psihopatul va folosi cu siguranță strategia de înșelăciune, dar aceasta în realitate este rareori necesară pentru supraviețuirea lor. Un psihopat milionar nu ar avea nici o remușcare să fure de la un copil înfometat. Evident, supraviețuirea milionarului nu este miza.
Nu exista nici o logică evidentă a posibilelor motive care ar putea sta la baza unui astfel de comportament.
Psihopații scapă  de multe ori de justiție din aceste motive. În procesele penale, urmărirea penală este necesară pentru a atribui un motiv inculpatului. Cu toate acestea, în cazul  psihopaților, motivele lor sunt atât de bizare și de neințeles,  încât chiar dacă un procuror ar putea explica, majoritatea juraților nu l-ar crede.
Psihopatul poate ataca, viola, ucide, dar ceea ce face este doar rareori o crimă din pasiune. Toate acțiunile sale sunt în schimb un plan rece și calculat pentru a obține ceea ce își dorește.
Dintre toate tipurile de personalități deviante care trăiesc în societatea noastră, psihopatul este de departe cel mai distructiv, cel mai de succes și cel mai puțin înțeles. În același timp, psihopatul este cel mai bine "ascuns" și cel mai greu de demascat, datorită abilității sale cameleonice extraordinare.

### Martha Stout
- ro   Stout, Martha -- Psihopatul de alături: Cum să-l recunoști și să te aperi de el  -- Biblio Cărți
- en   Stout, Martha -- The Sociopath Next Door -- Amazon.com

### Alte conexiuni
- en  Can A Test Really Tell Who's A Psychopath? NPR audio, text and expert panel report, 2011
- en  What Psychopaths Teach Us about How to Succeed Scientific American, October 2012